# Дворец культуры железнодорожников (Каменск-Уральский)
Дворец культуры железнодорожников — здание в городе Каменск-Уральский, Свердловской области.
Постановлением Правительства Свердловской области № 859-ПП от 28 декабря 2001 года присвоен статус памятника архитектуры регионального значения.

## Архитектура
Здание находится в Синарском районе города, в начале улицы Паровозников. Каменное здание с трёхчастным развитием плана имеет центрально-осевое объёмно-пространственное решение и отнесено в глубину сквера с площадью, на которую обращён его главный северо-западный фасад.
Главный фасад — с шестиколонным портиком большого тосканского ордера на постаменте, ризалитом с двухъярусными пилястрами того же ордера — симметричен. Портик венчает антаблемент с гладким фризом и треугольным фронтоном, тимпан которого декорирован рамочным орнаментом.
Трехчастное членение северо-восточного фасада включает парные окна этажей административной части, четыре укрупнённых окна фойе с узкими простенками и окна подсобных помещений. Объёмы зрительного зала и сцены выявлены на фасадах аттиком с полукруглыми окнами в тимпанах над раскрепованным карнизом. Тимпаны декорированы профилированными архивольтами с замковым камнем.
По горизонтали фасад членится цоколем и аттиком. Аттик декорирован арочными бровками, размещёнными на осях оконных и дверных проемов зала. Юго-западный фасад идентичен северо-восточному, но имеет на первом этаже административной части вход в здание и пять окон подсобных помещений.
Дверные порталы главного и бокового входов охвачены профилированными рельефами, перемычки — рамочным орнаментом. Над перемычками помещены прямые дверные сандрики на кронштейнах. Эхины колонн декорированы иониками, карнизы антаблемента и фронтона — сухариками.